# Tchaksin Šinavatra
Tchaksin Šinavatra (thajsky ทักษิณ ชินวัตร, * 26. července 1949 San Kamphaeng) je thajský politik. Byl thajským premiérem od 9. února 2001 do roku 19. září 2006, kdy byl v době své nepřítomnosti v zemi odstaven vojenským pučem.
Je považovaný za jednoho z nejbohatších Thajců, v letech 2007 až 2008 například vlastnil fotbalový klub Manchester City FC.
Má také občanství Černé Hory.
Později se stala premiérkou jeho sestra Jinglak Šinavatrová.

## Vyznamenání
- velkokříž Královského řádu Sahametrei[1]
- Královský řád věrnosti státu Brunej I. třídy[2]
- rytíř velkokříže Řádu dynastie Oranžsko-Nasavské (Nizozemsko, 2004)[3]
- komtur velkokříže Řádu polární hvězdy (Švédsko, 2003)[4]